# Bargmannia elongata
Bargmannia elongata is een hydroïdpoliep uit de familie Pyrostephidae. De poliep komt uit het geslacht Bargmannia. Bargmannia elongata werd in 1954 voor het eerst wetenschappelijk beschreven door Totton. 